# Deux Nigauds légionnaires
Pour plus de détails, voir Fiche technique et Distribution.
Deux Nigauds légionnaires (Abbott and Costello in the Foreign Legion) est un film américain de Charles Lamont, sorti en  1950.
Il fait partie d'une série de comédies tournées par le duo Abbott et Costello entre 1940 et 1957.

## Fiche technique
- Titre original : Abbott and Costello in the Foreign Legion
- Titre français : Deux Nigauds légionnaires
- Réalisation : Charles Lamont
- Scénario : D. D. Beauchamp et John Grant
- Montage : Frank Gross
- Pays d'origine : États-Unis
- Genre : Comédie
- Durée : 80 minutes
- Date de sortie :
  - États-Unis : 19 février 1950

## Distribution
- Bud Abbott : Bud Jones
- Lou Costello : Lou Hotchkiss
- Patricia Medina : Nicole Dupre
- Walter Slezak : Sergent Axmann
- Douglass Dumbrille : Sheik Hamud El Khalid
- Leon Belasco : Hassam
- Marc Lawrence : Frankie the Loan Shark
- William « Wee Willie » Davis : Abdullah
- Tor Johnson : Abou Ben
- Sammy Menacker : 'Bert' Bertram
- Jack Raymond : Ali Ami
- Fred Nurney : Commandant
- Paul Fierro : Ibn
- Henry Corden : Ibrim